# Apollóniai Diogenész
Apollóniai Diogenész (görögül: Διογένης Απολλωνιάτης, kb. Kr. e. 499 –  428  között élt görög természetfilozófus. Egyes elemzők szerint a krétai Apollóniából, mások szerint a Fekete-tenger partján álló milétoszi alapítású Apollóniából származott.

## Írásai
Műveinek számát tekintve eltérő feljegyzések maradtak fenn: egyesek szerint csak egy könyvet írt (Diogenész Laertiosz), mások szerint (Szimplikiosz) legalább négy könyvet is írt. Szimplikiosz szerint Diogenész a következő műveket írta: A szofisták ellen, Meteorológia, Az emberi természetről és a Természetről-t. Az utolsó művet állítolag maga Szimplikiosz is olvasta és majdnem minden töredék ebből a műből maradt fenn.
Modern kori elemzések szerint (pl. Diels), Szimplikiosz tévedett a művek számát illetőleg, a tévedés pedig a könyv fejezetekre való felosztásából eredhetett. Burnet szerint azonban valószínűtlen, hogy Szimplikiosz tévedett volna.

## Filozófiája
Theophrasztosz elmondása szerint Diogenész eklektikus módon írt: némely dolgokban Anaxagorászt, másokban Leukipposzt követve nyilatkozott. Az örök anyagnak, amit minden más alapjának tekintett, a levegőt nevezte, aminek tulajdonságai a ritkulástól illetve a sűrűsödéstől függenek.
Diogenész szembeszáll Anaxagorasz és Empedoklész pluralizmusával, megkísérelvén visszaállítani jogaiba a monizmust. Diogenész az anaxagoraszi "Észt" saját monista koncepciójához igazította, evvel azt szerette volna bizonyítani, hogy az alapvető szubsztancia nem más, mint az értelem, és ez irányítja a természetben végbemenő dolgokat. A dolgok pedig mind abból az őselemből épülnek fel, abból differenciálódnak. Szerinte csak ez lehet a magyarázat arra, hogy a dolgok keveredni képesek egymással, ugyanis az ellentétes elemek nem keveredhetnek, "nem lehetnének egymás kárára, vagy hasznára".
Az alapvető szubsztancia, amit a levegővel azonosított, isteni értelemmel kell, hogy bírjon. Ez az értelem tereli a dolgokat a legjobb út felé. Az értelem révén oszlik szét minden, hogy mértékkel rendelkezzen (például tél, nyár, szél stb.).

### Kozmogónia és kozmológia
Diogenész kozmogóniája részint Anaxagorasz kozmogóniáján (az örvényt indító értelmes szubsztancia gondolatát veszi át tőle), részint a milétoszi tanításon alapul (középütt összeálló sűrűből alakul a Föld).
Pszeudo-Plutarkhosz elmondása szerint Diogenész számtalan kozmosz létezését feltételezte, amelyek állandó mozgásban vannak. A sűrűbb dolgok (az örvény) középpontjában tömörültek, létrehozván a Földet, a ritkább természetű dolgok a szélső részek fele sodródtak (felfelé), és létrehozták a Napot.
Aetiosz állítása szerint  Diogenész az égitesteket habkőhöz hasonlította, "a kozmosz légzőnyílásainak" nevezte.